# 大渕絹子
大渕 絹子（おおふち きぬこ、1944年11月12日 - ）は、日本の政治家。参議院議員（通算3期）を務めた。

## 来歴・人物
新潟県小千谷市出身。中学卒業後集団就職で上京。日東紡績で働きながら、東京都立第三商業高等学校の定時制に通う（1965年卒業）。日東紡績では労働組合で活動した。その後、結婚を機に帰郷。地元の工場に勤務した。1987年の新潟県議会議員選挙に無所属（革新系）から立候補し、自民党の広井忠男に500票近くまで迫ったが、落選した。1989年に行われた参議院議員新潟県選挙区補欠選挙に日本社会党から出馬し、自民党の候補などを破って初当選。いわゆる社会党のマドンナブームの火付け役となり、同年7月の通常選挙で社会党が躍進する切っ掛けとなった。以後3期連続当選。
環境特別委員長、社会民主党参議院会長などを歴任。1998年の第18回参議院議員通常選挙では党の退潮と田中直紀の出馬による乱戦を制し社民党唯一の参議院地方選挙区の議席を守った。
2002年、党の北朝鮮による日本人拉致問題に対する対応等への不満を理由に社民党に離党届を提出。しかし、受理されず除名処分となった。その後、「民主党・新緑風会」に入会。2004年の第20回参議院議員通常選挙では民主党公認での出馬を模索したものの民主党と社民党が両党推薦無所属統一候補（新潟方式と呼ばれる）として近藤正道を擁立したため、出馬を断念し引退した。2015年春の叙勲で旭日重光章受章。

## 政策
- 選択的夫婦別姓制度導入に賛成。2000年には、大渕ら超党派女性国会議員50名が、夫婦別姓選択制を求めて首相（当時）の森喜朗に申し入れを行った。申し入れでは、「とくに若い世代では、夫婦別姓選択制を望む声が高まっています。政府には、世論を喚起するなど、夫婦別姓選択制を導入するための努力を望む」としている[4]。